# Шабан I аль-Каміль
Аль-Каміль Сайф ад-Дін Шабан ібн Мухаммад (араб. الملك الكامل سيف الدين شعبان بن محمد; 1328–1346) — мамелюкський султан Єгипту з династії Бахрітів.

## Життєпис
Незадовго до своєї смерті у серпні 1345 року султан Ісмаїл ас-Саліх призначив своїм наступником свого брата Шабана. Фактичним правителем держави за Шабана був Аргун аль-Алай, командир мамелюків султана. Аргун не був навіть еміром, однак мав репутацію ефективного адміністратора. Окрім того, він одружився з матір'ю Ісмаїла та Шабана.
Як і його попередник, Шабан мав фінансові проблеми. Задля подолання фінансових негараздів він запровадив податок на продаж землі солдатам.
1346 року наїб ас-салтана (на кшталт віцесултана) у Дамаску (з підпорядкуванням усієї Сирії), Ях'яві аль-Ялбуга, повстав проти влади емірів у Каїрі та проти свавільних арештів і страт деяких емірів у Єгипті. Ялбуга був натхнений чутками про те, що проти Шабана виступив його зведений брат Хаджжі аль-Музаффар. Повстання Ялбуги, у свою чергу, спонукнуло єгипетських емірів, таких як Маліктимур аль-Хіджазі повалити султана. Шабан був ув'язнений у вересні 1346 року, а Аргун помер у полоні за кілька років. До влади прийшов Хаджжі.